# Cerro de San Esteban (yacimiento arqueológico)
El Cerro de San Esteban es un yacimiento arqueológico de carácter urbano de época republicana e imperial romana, existente aproximadamente entre los siglos I a. C. y I d. C. Está situado en El Poyo del Cid, localidad del término municipal de Calamocha (Teruel, Aragón, España).

## Historia
El poblado pudo tener relación con otros dos de la misma comarca, siendo el Cerro de San Esteban el segundo de ellos cronológicamente y que avalaría la continuidad del hábitat urbano ininterrumpido en la comarca del siglo II a. C. al menos hasta el siglo IV d. C. Así, pudo nacer a consecuencia de la destrucción de la ciudad situada en el yacimiento de la Caridad (Caminreal) a causa de las guerras sertorianas libradas en la península ibérica entre los años 82 a. C. y 72 a. C., buscando un entorno más fácil de defender; de todas formas, este extremo no está confirmado.
Se desconoce con seguridad el nombre de la ciudad. Cotejando diversas fuentes de la Antigüedad (Historia Natural, de Plinio el Viejo; la Geografía de Ptolomeo o el Anónimo de Rávena) podría tratarse de Leonica, nombre dado al ser habitada por los leonicenses, pueblo celtíbero que supuestamente habitaba la zona. La ciudad estaría ubicada dentro del trayecto de la antigua calzada romana que uniría las poblaciones de Saguntum (actual Sagunto) y Bilbilis (actual Calatayud). La calzada seguiría el margen izquierdo del curso del Jiloca a la altura de dicho yacimiento.
Más adelante el poblado fue abandonado por causas desconocidas. Es posible que sus moradores lo abandonasen ya en tiempos de paz para instalarse en una zona más llana y accesible y fundasen el núcleo urbano de La Loma del Prado, en el término municipal vecino de Fuentes Claras, a mediados del I d. C. y a 1,1 km de distancia del Cerro.

## Descripción
Empezó a ser estudiado en los años 50 por Purificación Adrián y posteriormente entre 1976 y 1978 por Francisco Burillo Mozota, dentro de sus trabajos de prospección arqueológica de los diversos asentamientos del territorio de la Celtiberia, entre los cuales se halla la Comarca del Jiloca.
El yacimiento ocupa una de las laderas del cerro, a escasa distancia de los otros dos emplazamientos. Se trata de un núcleo amurallado de unas 10 hectáreas de extensión. Su muralla es de doble paramento, con una longitud de 1.456 metros de perímetro y 4 metros de anchura, adaptada al terreno y con ocho torreones de planta cuadrada. Se han aterrazado las laderas, reutilizándose para el cultivo. En la vaguada sudeste se encontraba la entrada, de 3,3 metros de anchura, hoy atravesada por el camino que va a la ermita.

## Restos conservados
Tanto dentro como fuera del recinto se mantienen huellas de antiguas edificaciones y se han hallado materiales cerámicos y numismáticos que parecen corresponder a la época de abandono de la ciudad. Son visibles dos habitaciones, con muros de mampostería irregular, una de ellas con una cisterna en su interior, excavada en la cantera cuarcítica y recubierta de argamasa. Las excavaciones arqueológicas han descubierto varias estancias, muros de mampostería prolongados con adobes y revocados con arcilla, suelos arcillosos salvo uno de opus signinum blanco. En un torreón se ha hallado presencia de techo de lajas de pizarras. En superficie se han encontrado monedas ibéricas de Bilbilis, Colonia Celsa y Nertobis y también hispanolatinas de Bilbilis, Calagurris, Colonia Celsa e Ilici. También abundantes cerámicas: lucernas, ánforas, terra sigillata itálica, paredes finas, ibérica y común.
En la parte más alta del cerro también se conservan restos de un antiguo torreón posterior, de época medieval.